# Fritz Beyling

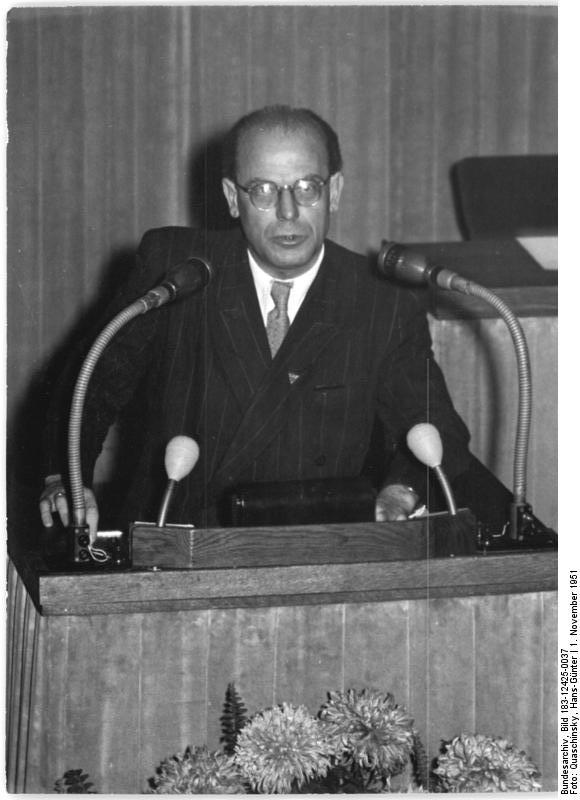
Fritz Beyling (1951)

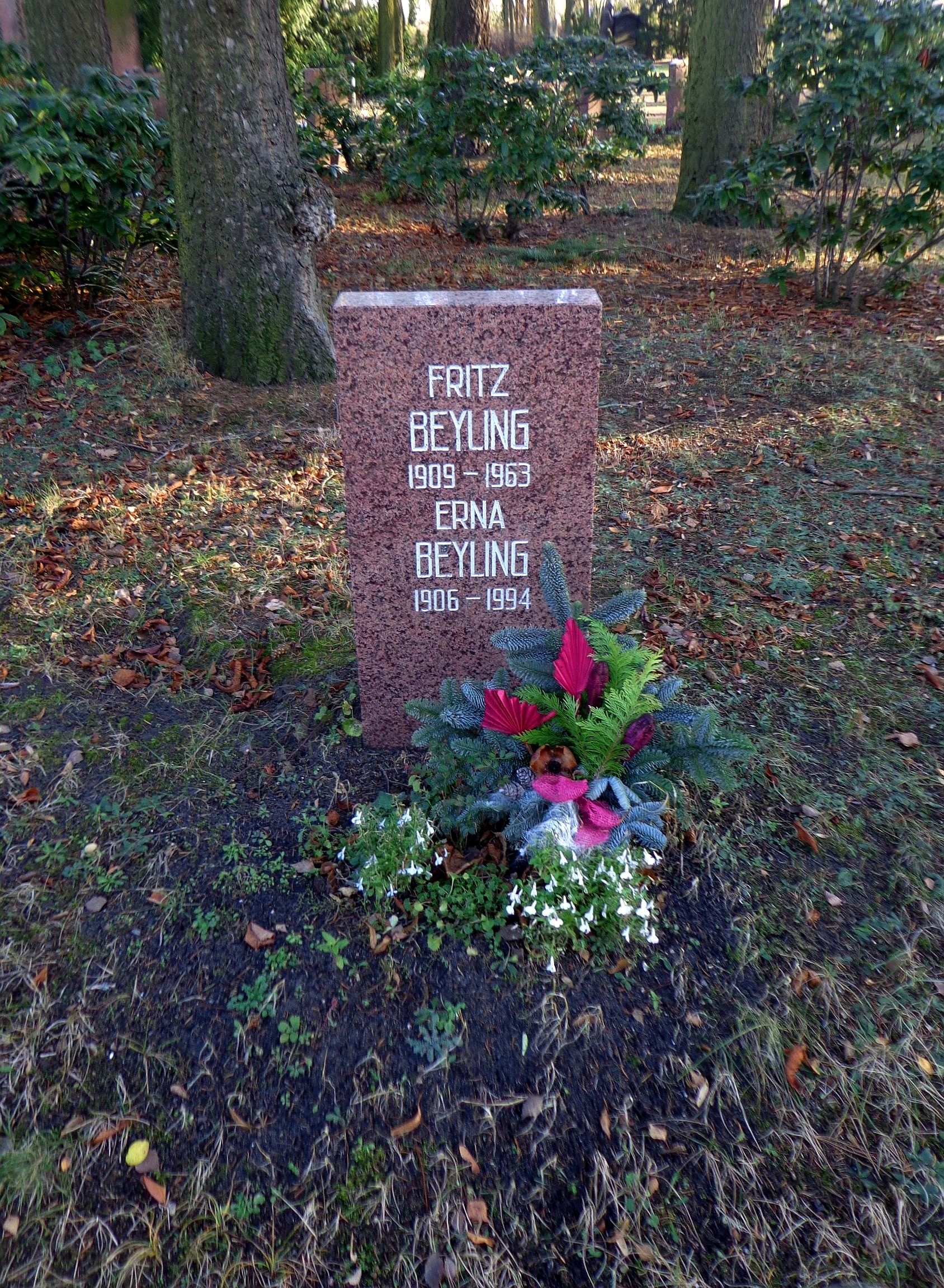
Grabstätte

Fritz Beyling (* 4. Januar 1909 in Burgörner; † 9. Februar 1963 in Berlin) war Redakteur und deutscher Politiker (KPD/SED) und Widerstandskämpfer gegen den Nationalsozialismus. 1947 wurde er zum Landesvorsitzenden der Vereinigung der Verfolgten des Naziregimes (VVN) in Sachsen-Anhalt gewählt. Von 1951 bis 1953 war Beyling Generalsekretär der VVN und Vizepräsident der Fédération Internationale des Résistants (FIR).

## Leben
Beyling wurde als Sohn eines Bergarbeiters geboren, besuchte die Volks- und Mittelschule und war später selbst als Bergarbeiter tätig. 1923 schloss er sich der Freien Sozialistischen Jugend, später dem Kommunistischen Jugendverband Deutschlands (KJVD) an. 1927 wurde er Jugendsekretär des KJVD Halle-Merseburg und Mitglied der KPD. 1928 besuchte er die Parteihochschule des ZK der KPD. Ab 1928 war Beyling Redakteur verschiedener kommunistischer Zeitungen in Mitteldeutschland: 1928–1930 Redakteur der Zeitung Klassenkampf (Halle), 1930/31 Chefredakteur der Tribüne (Magdeburg), 1931/32 Redakteur des Kämpfers (Chemnitz) und 1932/33 Chefredakteur der Arbeiterstimme (Dresden). Im Frühjahr 1933 leitete er die illegale Zeitung Rote Sturmfahne im Bezirk Dresden und war bis Juli 1933 für die Herausgabe und den Vertrieb der ebenfalls illegalen Tribüne in Magdeburg zuständig.
Im Juli 1933 wurde er aufgrund seiner illegalen Tätigkeit für die KPD in Magdeburg verhaftet und im September 1934 wegen „Vorbereitung zum Hochverrat“ zu drei Jahren Haft verurteilt, die er im Zuchthaus Zwickau verbrachte.
Im Oktober 1942 wurde Beyling in das Strafbataillon 999 eingezogen. Er geriet im Mai 1943 in Tunesien in französische Kriegsgefangenschaft: Aufenthalt in den Lagern Djelfa (1943–1945) und Pont-du-Fahs (1946), wo er unter Mitgefangenen antifaschistische Arbeit verrichtete.
Im Herbst 1946 kehrte Beyling nach Deutschland zurück und wurde Mitglied der SED. Hier nahm er seine redaktionelle Tätigkeit wieder auf: 1946–1948 Redakteur, 1948–1950 Chefredakteur der Zeitung Freiheit (Sachsen-Anhalt). 1950/51 war er Leiter der Zentralen Redakteur-Nachwuchsschule der ZK-Abteilung Agitation der SED bei der Parteihochschule in Kleinmachnow. Von 1953 bis 1958 war Beyling Leiter des Presseamtes beim Vorsitzenden des Ministerrats der DDR.
1947 wurde er zum Landesvorsitzenden der Vereinigung der Verfolgten des Naziregimes (VVN) Sachsen-Anhalt gewählt. Von 1951 bis 1953 war Beyling Generalsekretär der VVN und Vizepräsident der Fédération Internationale des Résistants (FIR). Von 1958 bis 1963 war Beyling Erster Vorsitzender des Sekretariats des Zentralvorstandes der Gesellschaft für Deutsch-Sowjetische Freundschaft (DSF).
Beyling war Mitglied des Deutschen Volksrats und von 1950 bis 1958 Mitglied der Volkskammer. Seine Urne wurde in der Grabanlage Pergolenweg  des Berliner Zentralfriedhofs Friedrichsfelde beigesetzt.

## Auszeichnungen und Ehrungen
- Vaterländischer Verdienstorden in Bronze (1955) und in Silber (1964)
- Die Kupfer-Silber-Hütte in Hettstedt trug bis 1989 seinen Namen.